# Богданов, Виктор Алексеевич
Виктор Алексеевич Богданов (2 апреля 1961) — советский и российский футболист, выступавший на позиции защитника и полузащитника. Известен по выступлениям за белгородский «Салют», в составе которого провёл более 300 матчей. Также сыграл один матч в высшей лиге СССР в составе «Факела».

## Биография
На уровне команд мастеров начал выступать в 22-летнем возрасте, в 1983 году в составе белгородского «Салюта», игравшего во второй лиге. За два сезона принял участие в 56 матчах за команду.
В начале 1985 года перешёл в воронежский «Факел», выступавший в том сезоне в высшей лиге. Сыграл за команду единственный матч — 21 апреля 1985 года против «Днепра», в котором вышел на замену в перерыве вместо Владимира Арайса. Также принял участие в трёх матчах турнира дублёров, и в ходе того же сезона вернулся в Белгород.
В дальнейшем выступал за белгородский «Салют» (в 1991—1992 годах команда носила название «Энергомаш») до 1994 года. Всего за 12 сезонов сыграл более 330 матчей за команду в первенствах СССР и России.
В конце карьеры выступал за команды «Ритм» (Алексеевка) в третьей лиге и за «Оскол» в любительском первенстве. Завершил спортивную карьеру в возрасте 36 лет.